# Dorfkirche Kutzerow

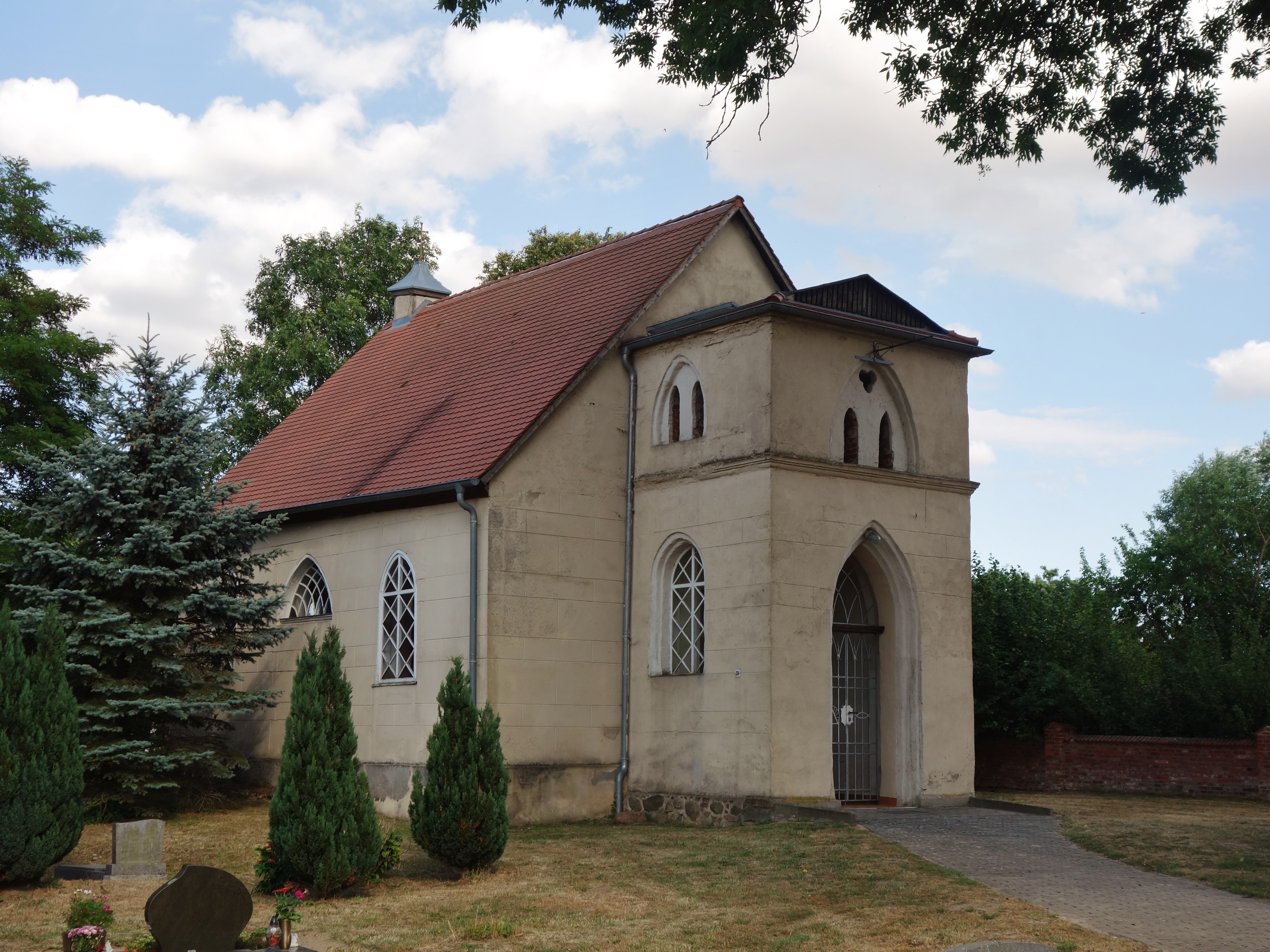
Dorfkirche Kutzerow

Die evangelische, denkmalgeschützte Dorfkirche Kutzerow steht in Kutzerow, einem Gemeindeteil im Ortsteil Jagow der Gemeinde Uckerland im Landkreis Uckermark in Brandenburg. Die Kirche gehört zum Kirchenkreis Uckermark der Evangelischen Kirche Berlin-Brandenburg-schlesische Oberlausitz.

## Beschreibung
Die Saalkirche ist im Kern eine Fachwerkkirche aus dem 18. Jahrhundert, die in der ersten Hälfte des 19. Jahrhunderts im neugotischen Baustil umgestaltet wurde. Die Wände des Langhauses aus Holzfachwerk und der im Westen angefügte quadratische Anbau aus Backsteinen, der ein Obergeschoss für den Glockenstuhl erhielt und hinter dem Portal das Vestibül beherbergt, wurden verputzt.
Der Innenraum ist mit einer verputzten Decke überspannt. Zur Kirchenausstattung gehört ein Kanzelaltar mit einer hölzernen Kreuzigungsgruppe aus der ersten Hälfte des 18. Jahrhunderts. Auf der Empore im Westen steht die 1866 von Wilhelm Sauer gebaute Orgel mit acht Registern auf einem Manual und Pedal.